# Achille Tondu
Pour les articles homonymes, voir Tondu.
Achille Tondu (né le 18 avril 1760 à Noyon et mort en 1787 à Constantinople), est un astronome français de l’Observatoire de Paris sous Cassini IV puis à la Cour de Turquie à Constantinople auprès de laquelle il avait été placé à la demande de Halil Hamid Pacha par Marie-Gabriel-Florent-Auguste de Choiseul-Gouffier, l’ambassadeur de France auprès de la Sublime Porte.

## Jeunesse
Achille Tondu est le frère cadet de Pierre Hélène Tondu, dit Lebrun, journaliste, homme politique et Ministre des Affaires Étrangères du premier gouvernement de la République Française rassemblé autour de Danton à la suite de la journée du 10 août 1792.
Fils de Christophe-Pierre Tondu, un bourgeois aisé de Noyon, marguillier de la paroisse Saint Martin de cette ville, et détenteur de divers offices, et d'Elisabeth-Rosalie Lebrun,il est né le 18 avril 1760 à Noyon, où il a été baptisé paroisse Sainte-Madeleine sous les prénoms de Georges Achille.
Il rejoint son aîné au collège Louis-le-Grand, à Paris, comme lui grâce à l'une des bourses d'études dite du collège d'Inville administrées conjointement par les chanoines de leur ville de Noyon et ceux de la ville d'Arras. Camille Desmoulins, également boursier au titre d’un autre « collège », de Laon (Ain), et qui a exactement son âge y sera son condisciple. Achille y démontre à l’égal de son aîné un talent certain pour les disciplines scientifiques.
Les difficultés financières importantes de leur père conduit son frère, plus âgé de six ans, qui excelle dans les matières scientifiques à Louis-le-Grand où il a même entamé une carrière d’enseignant, à solliciter en 1777 une position de pensionnaire à l'Observatoire de Paris, dont les conditions de fonctionnement sous Cassini, quatrième du nom, sont en ces années plutôt misérables. Achille l'y rejoint en 1778. Il est alors tout juste âgé de 18 ans, et il ne peut guère être au mieux que l’assistant de son frère. Tous deux y partagent très probablement la petite chambre attribuée à ce dernier, dite « salle de veille » qui jouxte le deuxième cabinet d'observations.

## Carrière d’astronome
Achille fait ses classes d’astronome par de longs et minutieux relevés des taches solaires tout au long de 1778.
Début 1779, son frère abandonne son état de clerc et quitte l'Observatoire de Paris pour un itinéraire de rupture qui le mènera dans un premier temps à dix années d’exil à Liège. Achille reste auprès de Pierre Méchain, pour le compte duquel il partira en mission d'observations et de mesures dans les Antilles sans doute dès 1782 : il est détaché auprès de l’intendant de Guadeloupe, Joseph-François Foulquier, qui se flatte d’astronomie et a souhaité créer un office d’astronome pour animer ce qu’il qualifie pompeusement d’ « observatoire ». Il y est, en tout cas, en 1783, année où il réalise des observations des satellites de Jupiter et d’une éclipse de Lune et des mesures des marées.
Il rentre en France à une date variant selon les sources entre fin 1783 et début 1784, en raison de problèmes de santé, mais ses lettres de 1784 ne font aucune allusion à la raison exacte.
En 1784, Mr de Choiseul-Gouffier prépare son départ pour Constantinople, où il vient d’être nommé ambassadeur. La capacité de la Sublime Porte à détourner l’attention de l’Empire austro-allemand d’ambitions en Flandre est un élément central de la stratégie de politique étrangère de Mr de Vergennes, qui dirige ce ministère depuis de longues années. La France aide l’empire Ottoman à se moderniser et soutient vivement son vizir, Halil-Pacha. Celui-ci est un réformateur conscient du retard des Turcs en matière d’armements, de technologie. Il se pique également d’intérêt pour les sciences en général. Pour flatter Halil-Pacha, qui avait formé une école d'artillerie et de génie, pour laquelle on traduisait les livres élémentaires des écoles d’ingénieurs de France, et le vice-amiral Capitan-Bey, qui avait des instruments d’observations astronomiques et qui avait fait traduire l’Abrégé d'astronomie de Lalande, Mr de Choiseul-Gouffier cherche donc à s’entourer de scientifiques tout autant que d'officiers du génie, d'artillerie ou de marine pour participer d'une vaste coopération de modernisation de la puissance ottomane. Faute de pouvoir décider l’un des astronomes titulaires de l’Observatoire, il se résigne à examiner le jeune Achille Tondu que lui recommande Méchain. Achille Tondu à qui son expédition aux Antilles a donné le goût des lointains exotiques y trouve aussi, peut-être surtout, une possibilité d’amélioration substantielle de ses conditions matérielles, la rétribution de leurs aides par les astronomes de Cassini étant plutôt maigre, alors qu’il doit soutenir une sœur encore célibataire, et sans doute aussi sa mère, alors que son frère aîné, devenu journaliste par conviction libertaire, tire le diable par la queue à Liège.
De 1785 à 1787, il procède à des mesures de longitude qu’il transmet à l’Observatoire, notamment en 1785 à Tarapia (pour l’étoile « phi » du Sagittaire), aux Dardanelles et à Smyrne. Il réalise des chronométrages de plusieurs occultations réalisés aussi par ailleurs à Paris, et objets de calculs par Méchain.
Achille Tondu semble s’être attiré les faveurs de Halil-Pacha au-delà de toutes les espérances de Mr de Choiseul-Gouffier. Très vite, dès le début de 1785, Halil-Pacha demande à l’ambassadeur de lui céder son jeune astronome à qui il compte donner des responsabilités pour son propre compte, une opportunité inespérée pour Achille Tondu. Halil-Pacha en fera un professeur titulaire d’hydrologie à l’Université d’Empire de Constantinople. Par ailleurs, Achille Tondu est plus spécialement chargé de la traduction d'enseignements de pilotage et de navigation maritime pour le compte du Capitan-Bey, le vice-amiral de la flotte, qui, disposant de bases en français et surtout italien, est un assistant assidu des formations dispensées par les officiers français.
Il meurt en 1787 à Constantinople.

## Travaux scientifiques
Les circonstances et la brièveté de sa vie (il meurt à tout juste 27 ans) n’ont guère permis à Achille Tondu de laisser son nom dans l’Histoire de l’astronomie par quelque découverte retentissante ; il semble toutefois avoir joui d’une excellente réputation dans le petit cercle des astronomes européens, une poignée de chercheurs passionnés, souvent dénués de moyens, et tributaires de mécénats, qui échangent leurs précieuses et difficiles mesures et s’efforcent notamment de préciser les questions de longitude, de distances et de forme de la Terre par l’analyse de mesures d’un même phénomène en des endroits différents (« occultations » d’astres, éclipses…). Sa disparition est ainsi déplorée par Jérôme Lalande en 1794. A la séance du 15 janvier 1785 de la Classe d'Astronomie de l'Académie Royale des Sciences, Cassini avait glissé son nom comme candidat au poste d'assistant-astronome qui vient de devenir vacant, une position qui voit postuler Joseph Le Paute d'Agelet (1751-1788), professeur à l'École royale militaire, qui sera retenu, Louis Monge, (1748-1827), également professeur à l'École militaire, Jean-Baptiste Delambre (1749-1822), qui est alors un élève de Jérôme Lalande, Antonio Cagnoli (1743-1816)... tous ses aînés de plus de dix ans. Cassini lui avait proposé dans le même temps l’un des trois postes « d’élève-astronome » dont il venait d’obtenir la création; il est très probable qu’Achille Tondu aurait accepté avec enthousiasme, il est tout aussi probable que son employeur du moment, l'ambassadeur Choiseul-Gouffier, s’y soit opposé pour ne pas indisposer Halil Pacha. Achille Tondu ne pouvant donner d'horizon pour son retour, Cassini se tourna vers d'autres impétrants.
Outre les observations astronomiques de ses débuts des taches solaires (1778), des satellites de Jupiter, d'une éclipse de lune et ses mesures de marée dans les Antilles (1782/1783), Achille Tondu est l'auteur du premier relevé disponible en France des côtes du détroit des Dardanelles (1786), qui sera réutilisé par les cartographes français de marine dans les décennies qui suivirent. Ses observations et chronométrages (1785/1787) pour différents sites de l'Hellespont (tel le lieu-dit du « Vieux Château d'Asie des Dardanelles ») et villes de la côte de la Troade (Smyrne) et de mer Noire serviront de base pendant plusieurs décennies à la détermination des longitudes de ces lieux dans les tables des « Connaissance des Temps » depuis 1789 jusque vers 1820 (avec plusieurs révisions des calculs associés) et seront jugées encore plusieurs décennies plus tard d’excellente qualité.